# Diatermia por onda corta

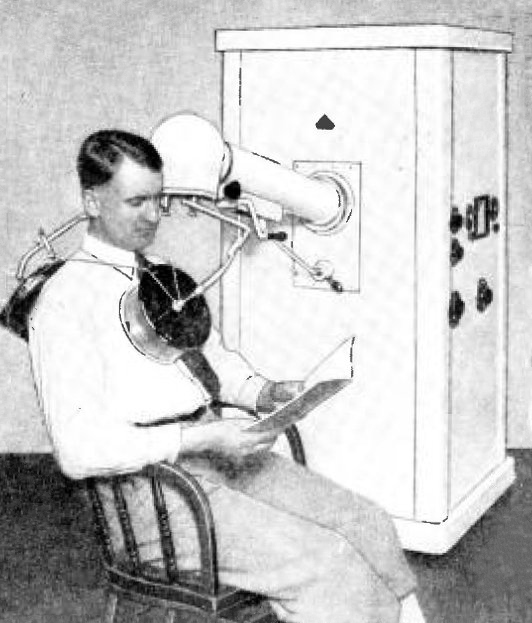
Aparato de diatermia por onda corta (1933)

La diatermia por onda corta es una técnica de electroterapia, usada en el ámbito de la fisioterapia, que emplea corriente eléctrica de alta frecuencia para conseguir un efecto diatérmico.

## Características
La corriente se produce mediante una lámpara trioda (un filamento de tungsteno, y una rejilla y placa de molibdeno) que produce una onda corta de frecuencia entre 10-300 MHz y longitud de onda entre 6-12 metros, que puede ir a uno o dos electrodos para su aplicación. Esta onda atraviesa todas las sustancias, sean o no conductoras de la electricidad, de tres maneras: por conducción, por desplazamiento de las cargas eléctricas y por inducción.
El tamaño de los electrodos se selecciona según el de la zona a tratar. Puede aplicarse en el mismo plano de la zona a tratar y transversalmente o longitudinalmente en un segmento corporal. La profundidad de penetración máxima es de 7 cm. El modo de emisión puede ser continuo o pulsante, según se busquen efectos térmicos o atérmicos.
La aplicación de la onda corta tiene dos modalidades:
- Método inductivo: se genera un campo magnético al hacer pasar una corriente eléctrica a través de una bobina. Así se induce una corriente eléctrica en el cuerpo, la cual producirá los efectos deseados. Las unidades de inducción incluyen esta bobina en el tambor en el que se encuentra asimismo el electrodo capacitivo, el aspecto es más similar al de los clásicos radares, con un monocabezal o con un triplete que permite adaptarse mejor a zonas como el hombro o la rodilla.
- Método capacitativo o por campo condensador: se aplica una corriente alterna a través de 2 electrodos sobre el tejido; la oscilación de la corriente genera en el dieléctrico (en este caso el paciente) una fuerza electromotriz que genera el efecto terapéutico.

## Efectos fisiológicos
Los efectos de la electroterapia por onda corta pueden dividirse en dos grandes grupos:
- Los efectos diatérmicos propiamente dichos, es decir, derivados del aumento de temperatura en el organismo.
- Los efectos atérmicos.

Entre los primeros se encuentra la vasodilatación, el aumento de la conducción nerviosa y de la velocidad de coagulación, la elevación de la regeneración de los tejidos, el aumento del umbral del dolor, la alteración de la fuerza muscular, el aumento de la actividad enzimática, de la producción de anticuerpos y el aumento de la extensibilidad de tejidos blandos.
Los efectos atérmicos se atribuyen a la modificación de las uniones entre iones y de la función celular, y consisten en el aumento de la perfusión microvascular, antiinflamación y la alteración de las funciones de la membrana y de la actividad celular.

## Indicaciones
La diatermia por onda corta está indicada para:
- Controlar el dolor.
- Acelerar la curación de los tejidos.
- Disminuir la rigidez articular.
- Aumentar el rango de movimiento.
- Controlar el edema.
- Inducir regeneración del tejido nervioso.
- Acelerar la consolidación de las fracturas óseas.
- Problemas digestivos.
- Problemas respiratorios.
- Problemas urogenitales.

## Contraindicaciones
No se indica la diatermia por onda corta en:
- Embarazos.
- Neoplasias.
- Implantes y prótesis metálicas (excepto modalidad atérmica[5]).
- Marcapasos y otros equipos sensibles a los campos magnéticos.
- Insuficiencia vascular.
- Heridas abiertas, hemorragia, tejido isquémico en el área de tratamiento.
- Infección aguda en el área de tratamiento.
- Tuberculosis activa.
- Alteraciones de la sensibilidad.